# Arboreto de Chèvreloup
El Arboreto Nacional de Chèvreloup ( en francés: Arboretum national de Chèvreloup ) es un arboreto y jardín botánico de 200 hectáreas de extensión, dependiente administrativamente del Muséum national d'histoire naturelle, situado en Rocquencourt (Yvelines), en Isla de Francia, Francia. 
Es miembro del BGCI, y presenta trabajos para la Agenda Internacional para la Conservación en los Jardines Botánicos. 
El código de identificación del Arboretum national de Chèvreloup como  miembro del "Botanic Gardens Conservation Internacional" (BGCI), así como las siglas de su herbario es P.

## Localización
Administración :
Jardin des Plantes de Paris et Arboretum de Chèvreloup Museum National d'Histoire Naturelle, Département des Jardins botaniques et Zoologiques Case postale 45, 57 rue Cuvier, París
F-75005 France-Francia.48°50′38″N 2°21′35″E / 48.84389, 2.35972
Ubicación:
Arboretum de Chèvreloup Parc du château de Versailles 30, route de Versailles, Rocquencourt, Yvelines Île-de-France, France-Francia.
Planos y vistas satelitales.48°49′49″N 2°06′42″E / 48.830278, 2.111667
Se encuentra abierto solamente unos días a la semana en los meses cálidos del año. Se cobra una tarifa de entrada. 

## Historia
La finca de Chèvreloup se encuentra en mitad del parque del château de Versailles. 
Fue adquirido en 1699 por Louis XIV, quién lo hizo rodear de una pared y sirvió como terreno de caza.
La creación del arboreto actual tiene como fecha 1922, cuando el ámbito se lo asignó al Museo nacional de historia natural. Hasta la Segunda Guerra Mundial se arregló la zona sistemática. 
Durante la guerra, sin embargo, la finca se parceló en pequeños huertos asignados a los habitantes de Versalles, y muchas plantaciones desaparecieron. 
No es hasta 1960 en que comenzó la renovación del arboreto con la creación de las zonas sistemática y hortícola. 

## Cronología
- 1699 : adquisición por Louis XIV, de la granja de Chèvreloup, siendo esta finca contigua al parque del Petit Trianon.
- 1759 : creación de la escuela de botánica de Trianon.
- 1924 : comienzo de las plantaciones del arboreto.
- 1927 : decreto por el que se destina la finca de Chèvreloup al Muséum national d'histoire naturelle,
- 1940 : abandono de la finca y desmenbramiento en parcelas asignadas a los habitantes de Versailles.
- 1960 : reanudación de las plantaciones después de definición de un nuevo plan de plantaciones.
- 1977 : se abre el arboreto parcialmente al público.
- 1999 : la Tempestad de Lothar entre el 26 y el 27 de diciembre de 1999 abate numerosos árboles, entre ellos el sophora plantado por Bernard de Jussieu en 1747 pero que volvió a salir de existencias en el 2002.

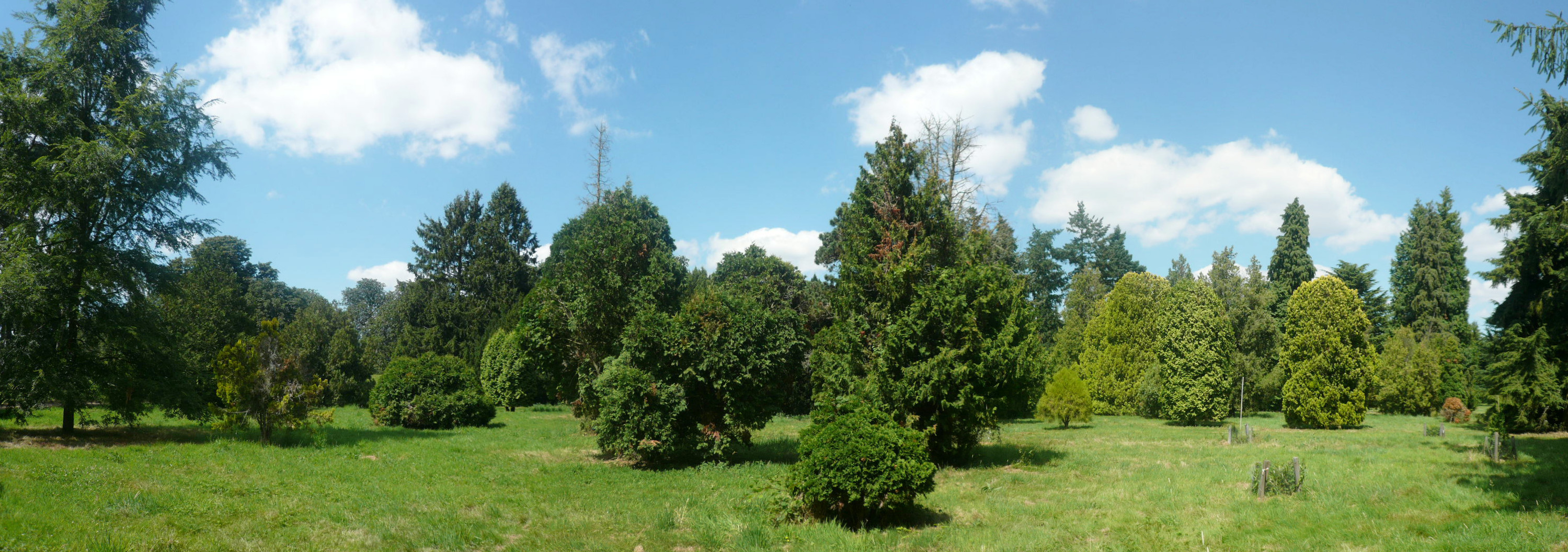
Vista panorámica en el arboreto de Chèvreloup

## Colecciones
Establecido en un terreno de 200 hectáreas, incluye además del arboreto una colección de 2.700 especies y variedades de árboles, invernaderos botánicos e invernaderos hortícolas. 
Actualmente el arboreto alberga unos 15.000 especímenes, representando 124 familias, 220 género, 2700 especies y variedades, y 500 cultivares. Su colección de plantas tropicales mantiene a unas 5.000 especies en los invernaderos. 
El arboreto se encuentra dividido en 4 diferentes espacios:
- Zona geográfica, esta sección es la más importante: los árboles están agrupados sobre 120 ha por origen geográfico (América, Asia, Europa…) ; cada especie está representada por un grupo de tres temas relativamente jóvenes (plantados después de 1960) ; Europa templada (220 especies), el Cáucaso (40 especies), Himalayas y China templada (500 especies), Japón y Corea (460 especies), Norteamérica (700 especies de EE. UU.), además de especies procedentes de la región del Mediterráneo, particularmente procedentes de las montañas del Atlas. Cada especie está representada por seis especímenes con un círculo de 25 metros de diámetro.
- Zona sistemática, los árboles se agrupan sobre 50 ha según la clasificación botánica; son las plantaciones más antiguas, de las que están abiertas al público; en sus colecciones incluye Abies, Crataegus, X Cupressocyparis, Cupressus, Juglans, Juniperus, Malus, Picea, Pinus, Prunus, Pyrus, Quercus, Sorbus, y Tilia (catalogado como "Collection National" por el Conservatorio de colecciones vegetales especializadas gracias a su colección de Tilias).
- Zona hortícola : situada en el centro del arboreto, agrupa sobre 25 ha variedades hortícolas, salidas de selección;
- Vivero, con alrededor de 2 ha, donde se siembran las semillas intercambiadas con otros jardines botánicos y arboretos.

Las especies de árboles mejor representadas en el arboreto son Chamaecyparis (120 taxones), Prunus (115 taxones), Picea (100 taxones), Quercus (85 taxones), Abies (60 taxones), Sorbus (55 taxones), Crataegus (50 taxones), Fraxinus (45 taxones), Tilia (45 taxones), Viburnum (40 taxones), Cedrus (20 taxones), y Cupressocyparis (20 taxones).
El arboreto también participa en la conservación de especies raras y en peligro. Conserva actualmente 70 especies de la lista presentada por la unión internacional para la conservación de la naturaleza y de los recursos naturales (IUCN) y del BGCI (Botanic Gardens Conservation International), incluyendo Abies chensiensis, Abies nebrodensis, Malus sikkimensis, Picea obovata, Pinus bungeana, Prumnopitys andina, y Quercus dentata.
Algunas vistas del "Arboretum de Chèvreloup".

Detalles
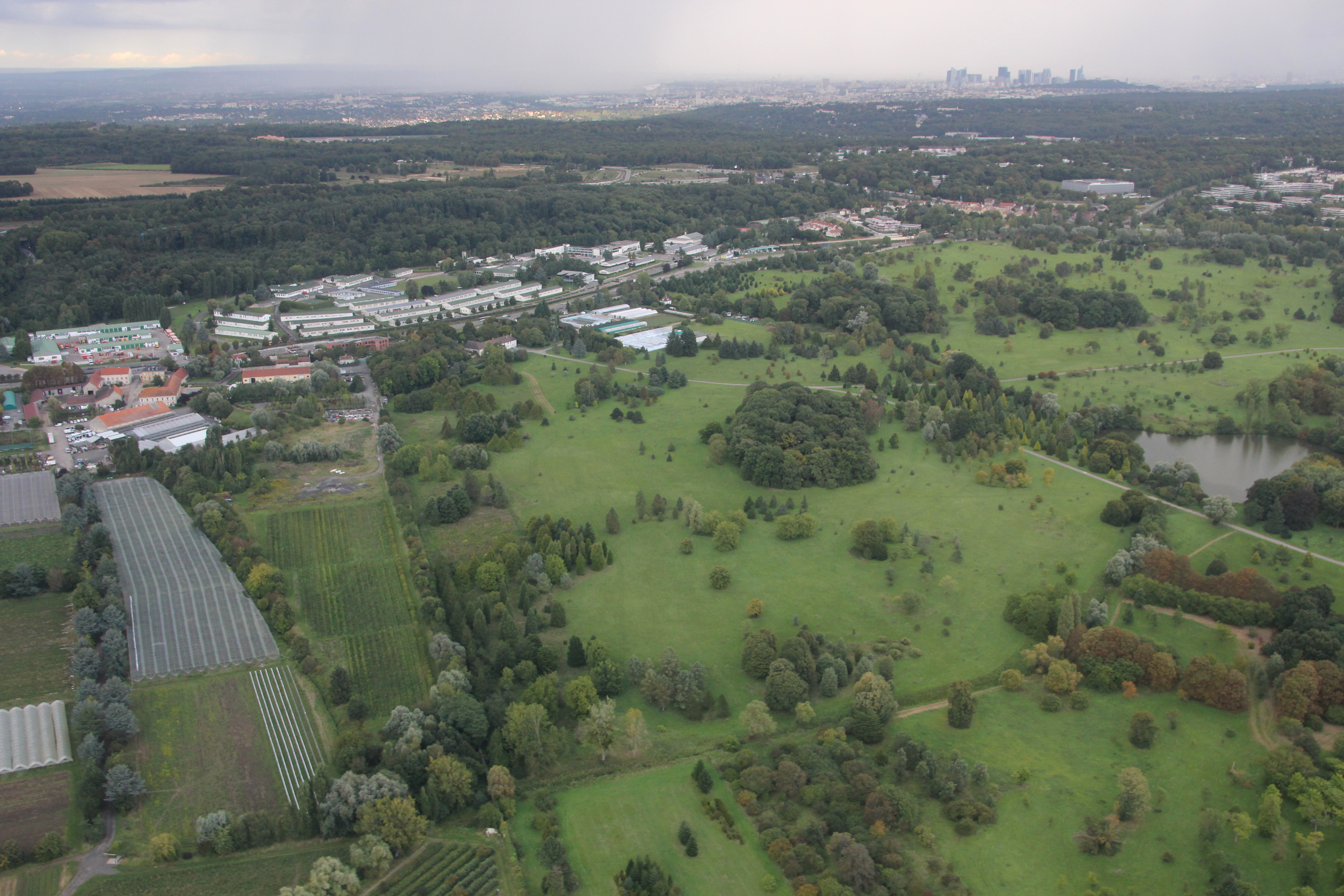
Vista aérea del Arboretum Chèvreloup.
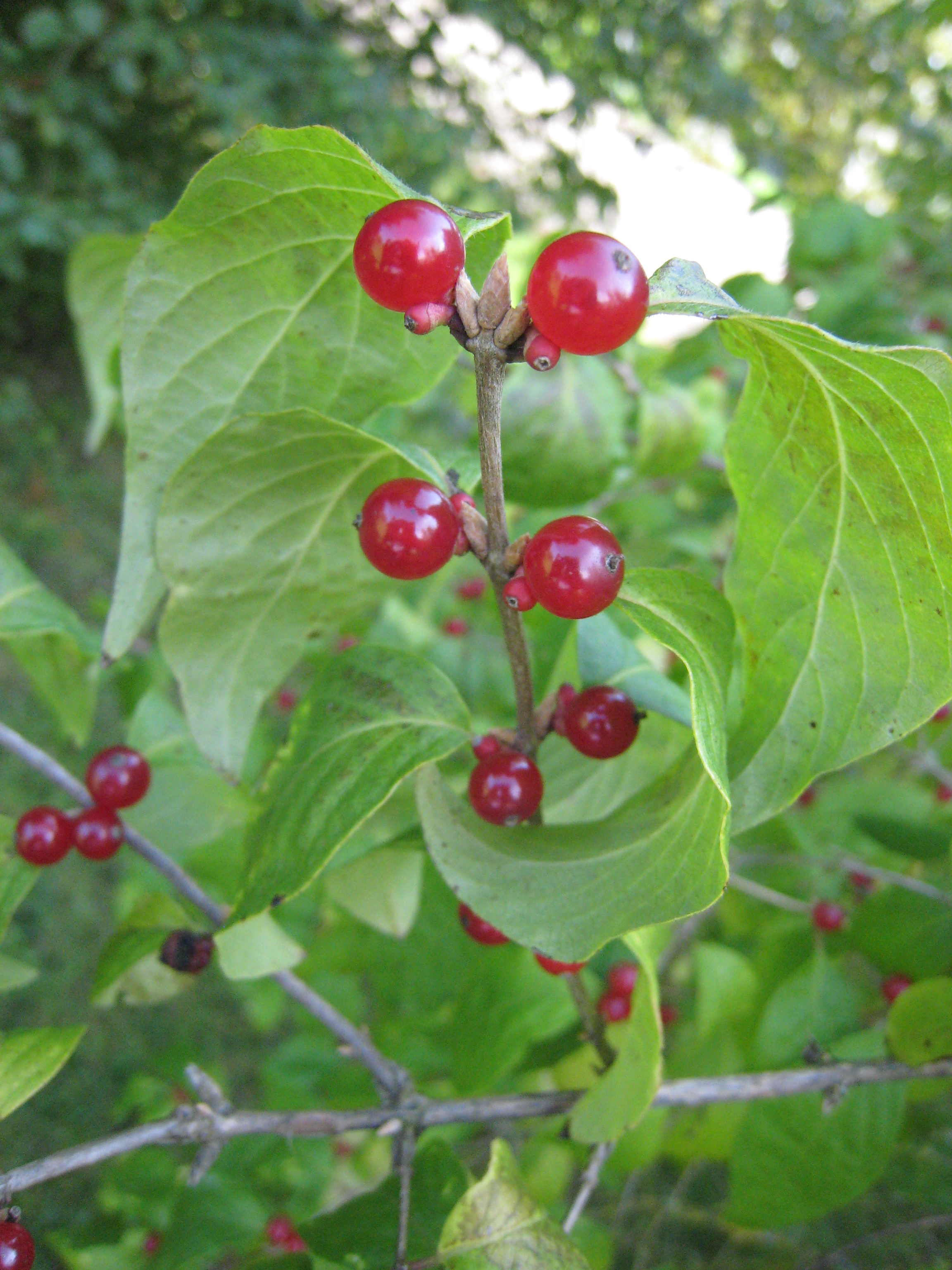
Frutos de Lonicera maackii.
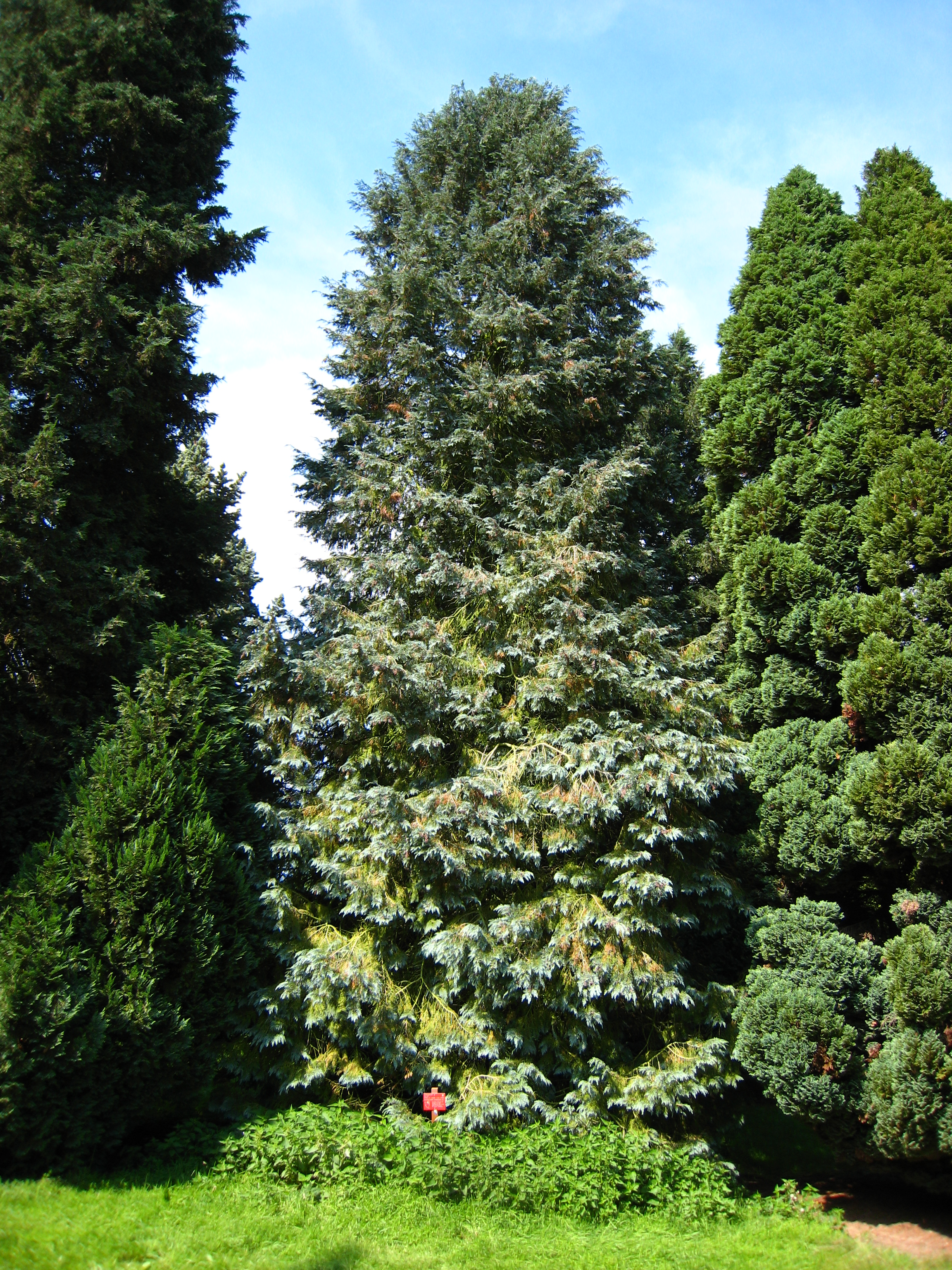
Chamaecyparis lawsoniana
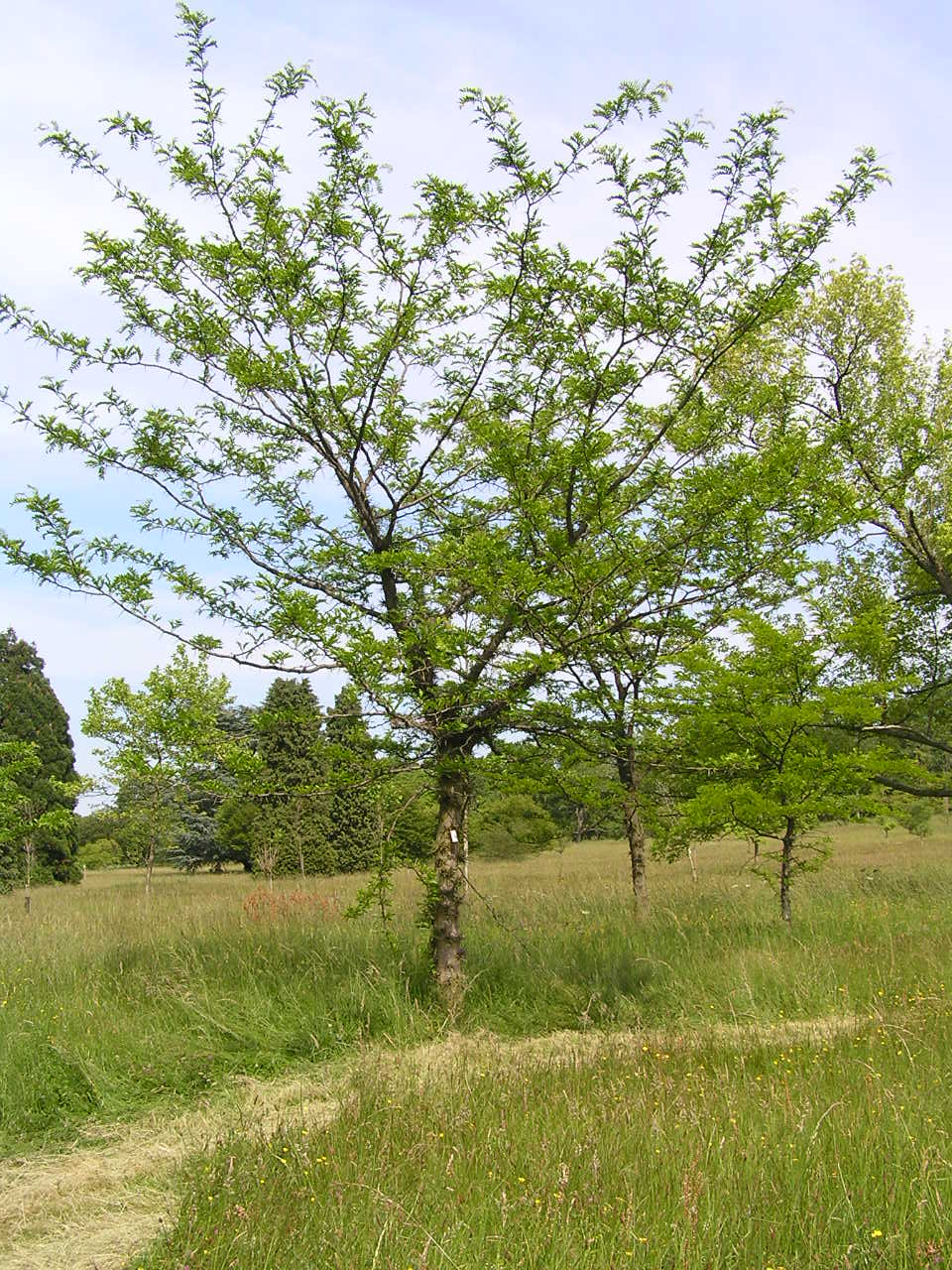
Ejemplar de Gleditsia texana
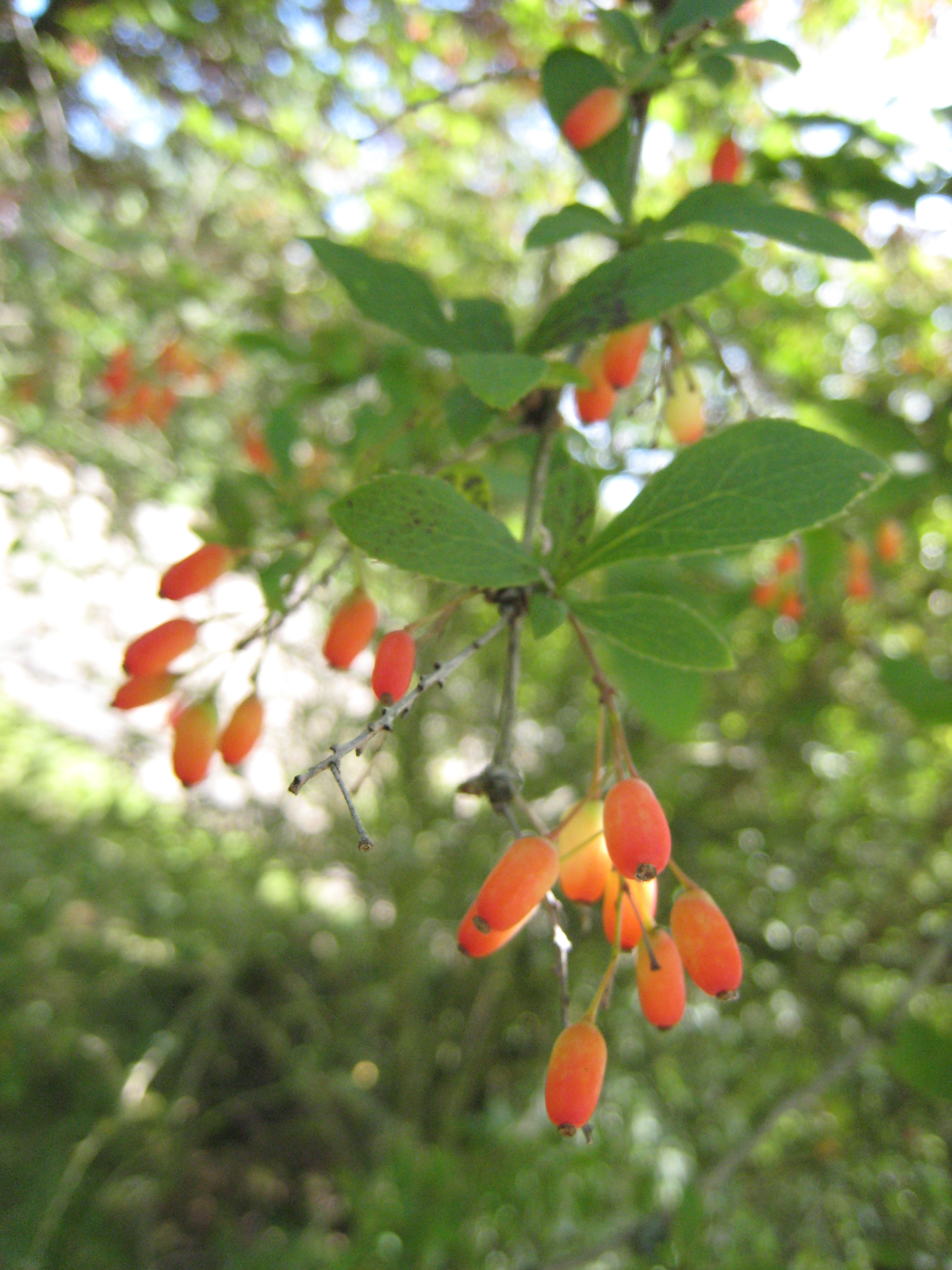
Frutos de Berberis sp.
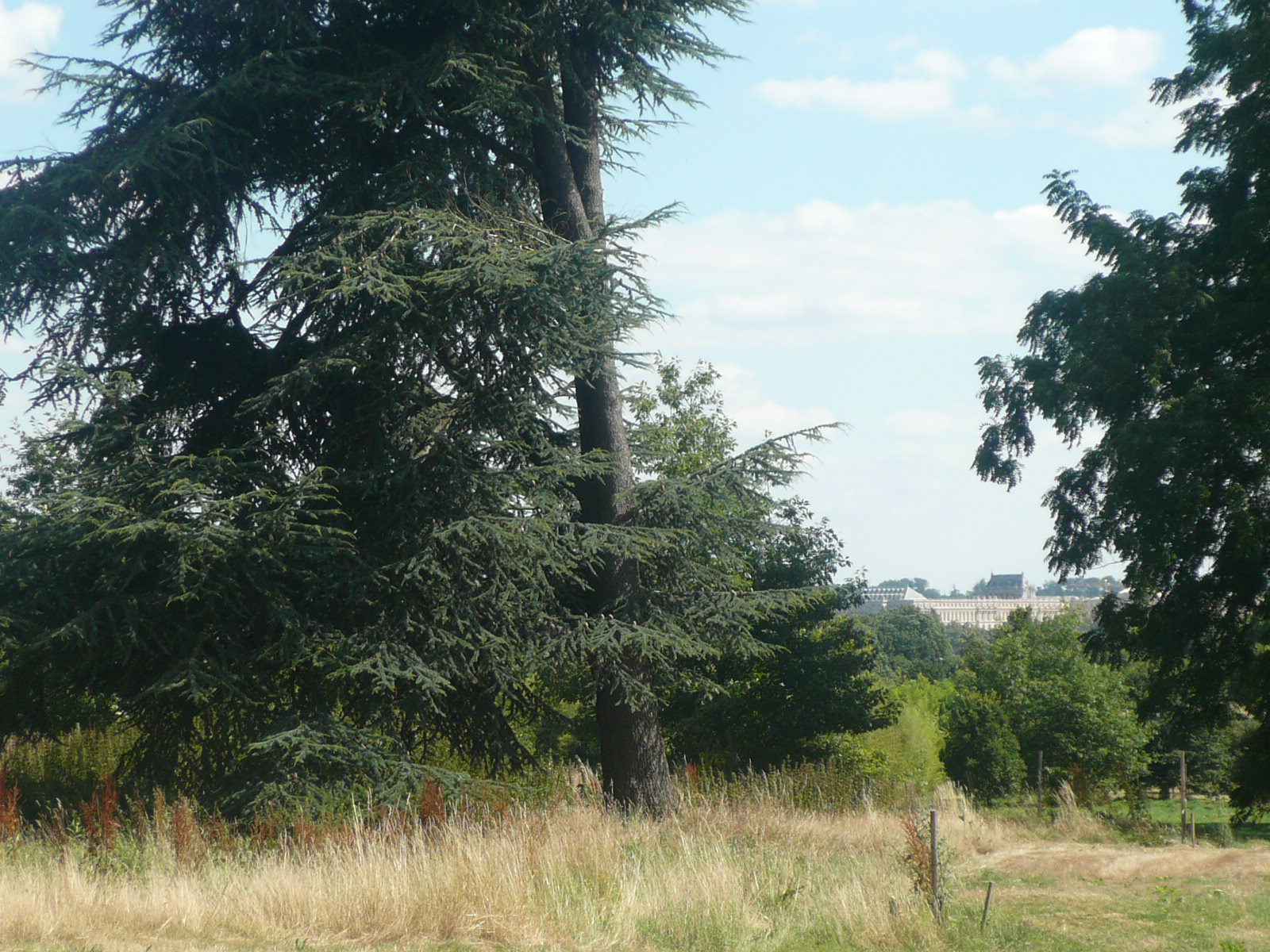
Vista del "château de Versailles" desde el arboreto